# Županijska cesta Ž6142
Ž6142 je županijska cesta u Hrvatskoj  trasu ceste D8 sa D70. Ukupna duljina ceste iznosi 16,8 km Cesta prolazi kroz naselja Podstrana, Žrnovnica, Srinjine, Tugare i Naklice.

## Vanjske poveznice
|  | Zajednički poslužitelj ima još gradiva o temi Županijska cesta Ž6142 |